# Pietro Rossi prigioniero degli Scaligeri
Pietro Rossi prigioniero degli Scaligeri è il nome di un soggetto pittorico che Francesco Hayez ha rappresentato in tre diverse opere tra il 1818 e il 1855. Questi tre dipinti, tutti realizzati dall’artista, raccontano un episodio storico del Trecento e sono fondamentali per capire sia l’inizio del Romanticismo in Italia, sia lo sviluppo della pittura storica di Hayez. La prima versione è considerata spesso come la prima opera veramente romantica italiana. 

## Contesto storico e iconografico
L’episodio ha luogo nel 1336, durante l’assedio di Pontremoli ad opera delle truppe veronesi. Pietro Rossi, signore di Parma, riceve un messaggio dalla Repubblica di Venezia che gli chiede di guidare le truppe contro i suoi nemici. Rossi, mentre difende ancora la città, viene fermato dalle suppliche della moglie e delle figlie, che non vogliono che lui vada in guerra. Hayez scelse questo racconto dopo aver letto o sentito della Storia delle repubbliche italiane dei secoli di mezzo di Simonde de Sismondi. Alcuni storici come Paolo Lapi segnalano che c’erano fonti antecedenti, come l’Histoire de la République de Venise di Marc-Antoine Laugier, basata sulle cronache di Marco Antonio Sabellico e Lorenzo De Monacis. Il soggetto era importante per il suo valore simbolico: mostrare il conflitto tra dovere e sentimento, un tema caro alla pittura romantica e adatto a Hayez.

## Prima versione (1818–1820)
Pietro Rossi prigioniero degli Scaligeri (titolo completo Pietro Rossi, signore di Parma, spogliato dei suoi domini dagli Scaligeri, signori di Verona, mentre è invitato nel castello di Pontremoli, di cui stava a difensore, ad assumere il comando dell’esercito veneto, il quale doveva muoversi contro i di lui propri nemici, viene scongiurato con lagrime dalla moglie e da due figlie a non accettare l’impresa) è la versione più famosa e anche la prima dipinta da Hayez. Aveva 27 anni quando la iniziò. La presentò all’Esposizione di Brera nel 1820 e riscosse subito attenzione per il suo stile innovativo. Hayez abbandona il neoclassicismo e inizia a usare un linguaggio pittorico basato su emozione e dramma. Cambia non solo il soggetto ma anche il formato: più piccolo e intimo, adatto al cavalletto, rispetto alle grandi tele neoclassiche. Nel quadro Pietro Rossi sta al centro, pensieroso. A destra c’è il messaggero veneziano con il messaggio ufficiale, a sinistra la moglie è in ginocchio e le figlie piangono. Una di loro, vista da dietro, rompe le regole di quel tempo. Hayez crea tutta la scena in un ambiente medievale immaginario, con costumi, armature e architettura gotica, più teatrale che storico. L’ambientazione è più importante dei personaggi. L’opera piacque molto e fu comprata dal nobile Giorgio Pallavicino Trivulzio. Il successo fece arrabbiare Leopoldo Cicognara, sostenitore di Hayez a Venezia, che lo accusò di piegarsi ai collezionisti milanesi. Hayez rispose che i veneziani non lo apprezzavano. Un po’ polemico.
L'opera destò molto clamore all'esposizione di Brera del 1820, a causa della scelta del soggetto "storico-medioevale" (anziché "mitologico") ed a causa della scelta cromatica piuttosto scura ed "ombrosa" che volutamente doveva rafforzare l'emozione ed il dramma nella scena.
Il personaggio Pietro Rossi è protagonista nel Trecento di un eroico episodio di resistenza al dispotismo contro la città di Venezia: già impegnato nell'assedio al Castello di Pontremoli viene raggiunto da un messaggero del doge Dandolo ed invitato a prendere il comando della resistenza veneziana alle mire espansionistiche degli Scaligeri. Alla presenza della moglie e delle figlie piangenti, l'eroe accetta l'invito.
La ricostruzione storica appare molto verosimile, la narrazione lenta e ricca di dettagli l'ambientazione: i contenuti politici di un atto eroico del passato risultano strettamente connessi ai fatti contemporanei secondo una sensibilità proprio "romantica", così come avveniva nel contemporaneo "romanzo storico", che ebbe nei Promessi Sposi di Alessandro Manzoni del 1840 il massimo capolavoro. Per tali motivi il Pietro Rossi di Hayez venne visto come una specie di manifesto della pittura romantica italiana.

## Seconda versione (1850)
Questa seconda versione arriva circa trent’anni dopo la prima. Hayez è ormai un artista affermato e maturo, e si vede bene. Qui il tono è più calmo, meno teatrale, con più attenzione alla psicologia dei personaggi. La scena è simile, ma i dettagli sono più realistici. L’ambasciatore sembra meno solenne, quasi partecipe e sensibile al dolore della famiglia. La moglie è accanto al marito, lo guarda negli occhi e tocca la lettera veneziana. Il gesto è più naturale e vero. Le figlie sono più piccole, non adolescenti. Una si aggrappa alla gonna della madre, un’altra è inginocchiata, ma senza eccessi, in modo semplice. Questo fa sentire chi guarda dentro la scena, molto reale. Hayez qui mostra più interesse per la realtà e i sentimenti quotidiani. Questo quadro riflette il realismo storico che il pittore stava studiando in quegli anni.

## Terza versione (1850–1855, incompiuta)
La terza versione è simile alla seconda ma introduce una novità importante. Hayez inserisce sullo sfondo una scena con il saluto del soldato alla famiglia, che rafforza il tema del distacco e della perdita. Un dettaglio toccante è il figlio piccolo che gioca con una macchinina di legno e non capisce il dramma intorno a lui. È un momento semplice ma profondo, che mostra l’interesse di Hayez per la psicologia e i sentimenti sinceri. Il quadro è incompleto, con parti meno definite, ma si capisce che Hayez voleva sottolineare l’aspetto intimo e familiare, più che quello storico o solenne. L’addio del padre diventa un simbolo universale. Il bimbo con la macchinina resta il punto centrale, simbolo della vita normale nella grande storia.